# Ridge Munsy
Ridge Munsy (Lucerna, 9 settembre 1989) è un calciatore svizzero, attaccante del Wädenswil.

## Carriera
Conta 7 presenze nella Super League 2006-2007 con la maglia del Lucerna.
Nella stagione 2010-2011 ha disputato l'Europa League con la maglia del Losanna.